# Liste des aires protégées du Kenya

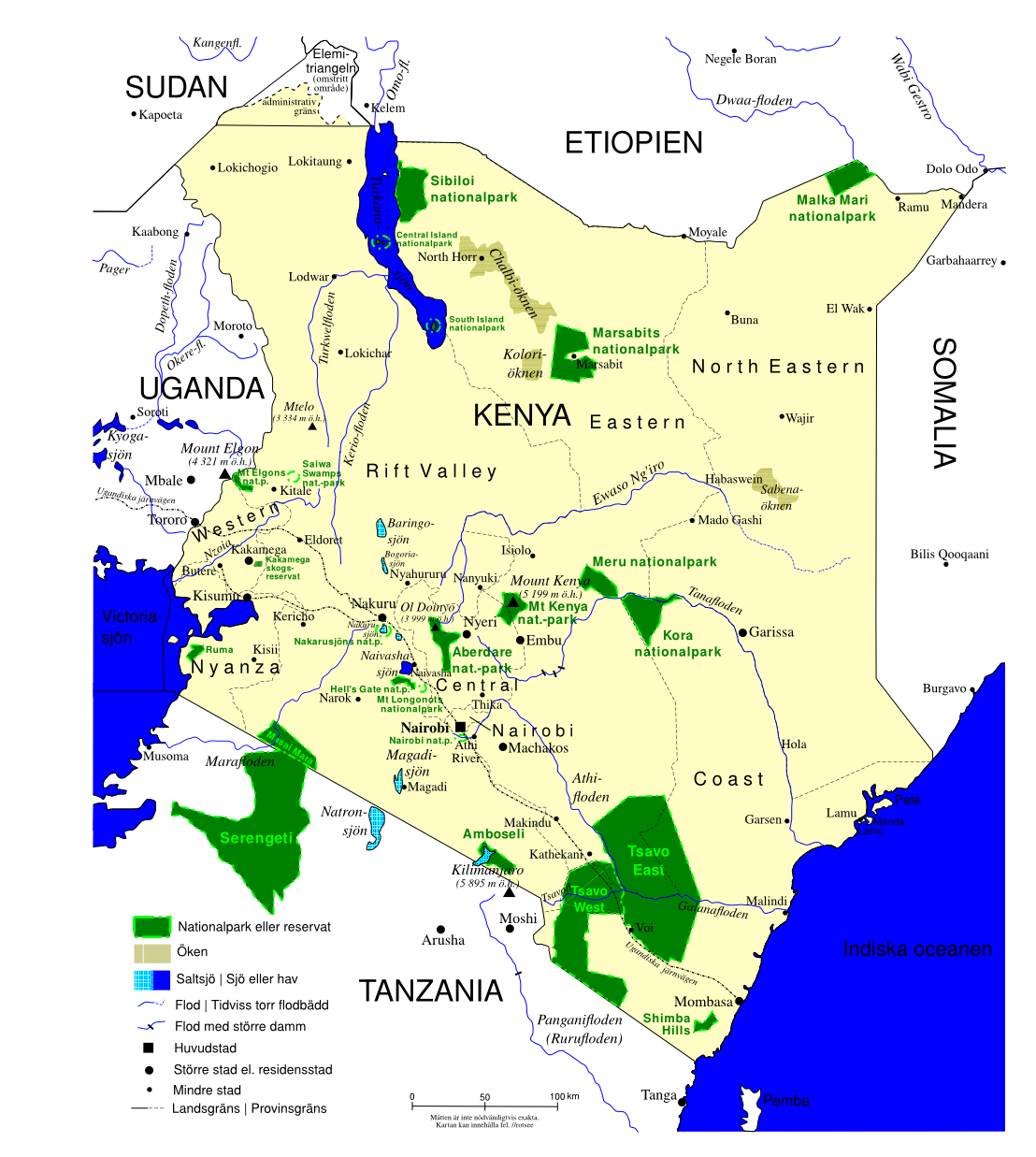
Carte des parcs nationaux au Kenya

Au Kenya, l'État a mis en place trois types d'aires protégées :
- les parcs nationaux (23 terrestres et 4 marins, en 2021)
- les réserves nationales (28 terrestres et 6 marines, en 2021)
- et les sanctuaires nationaux (au nombre de 4 en 2021)

Elles sont gérés par le Kenya Wildlife Service. Les parcs nationaux marins et réserves nationales marines sont ici regroupées.
Par ailleurs, il existe depuis 2013, des « zones de conservation » gérées soit par des propriétaires privés soit par des communautés locales.
En novembre 2018, 11,4 % de la superficie du Kenya est sous protection, dont 5,9 % classé comme aire protégée stricte (des catégories UICN I à IV).

## Histoire
L'Histoire de la conservation de la nature a commencé très tôt au Kenya, après l’expédition cynégétique et scientifique menée par le président américain Theodore Roosevelt et le plaidoyer de celui-ci pour créer des aires protégées dans les colonies britanniques d'Afrique de l'Est. En 1899, les autorités coloniales établissent la « réserve cynégétique du sud » (laquelle sera plus tard agrandie pour devenir la réserve nationale du Masai Mara).

## Diversité des aires protégées

### Parcs nationaux
Dans les parcs nationaux la protection de la nature est intégrale, les seules activités autorisées sont l'éco-tourisme et la recherche scientifique.
- Parc national d'Aberdare
- Parc national d'Amboseli
- Parc national d'Arabuko Sokoke
- Central Island National Park
- Parc national de Chyulu Hills
- Parc national de Hell's Gate
- Kisite-Mpunguti Marine National Park
- Parc national de Kora
- Parc national du lac Nakuru
- Parc national de Malka Mari
- Parc national de Marsabit
- Parc national de Meru
- Parc national du Mont Elgon
- Parc national du mont Kenya
- Mount Longonot National Park
- Parc national de Nairobi
- Ol Donyo Sabuk National Park
- Parc national de Ruma
- Parc national des marais de Saiwa
- Parc national de Sibiloi
- Parc national de Tsavo East et Tsavo West National Park

### Réserves nationales
Dans les réserves les activités humaines sont autorisées sous conditions.
- Arawale National Reserve
- Bisanadi National Reserve
- Boni National Reserve
- Réserve nationale de Buffalo Springs
- Dodori National Reserve
- Réserve nationale de la forêt de Kakamega
- Lake Bogoria National Reserve
- Réserve nationale de Marsabit
- Réserve nationale du Masai Mara
- Mwaluganje elephant sanctuary
- Mwea National Reserve
- Parc national de l'île Ndere
- Réserve nationale de Samburu
- Réserve nationale de Shimba Hills
- Réserve nationale de Shaba
- Tana River Primate Reserve
- Witu Forest (Utwani Forest Reserve)

### Parcs et réserves marins
- Kisite-Mpunguti Marine National Park
- Kiunga Marine National Reserve
- Malindi Marine National Park
- Mombasa Marine National Park and Reserve
- Tana Delta Reserve
- Watamu Marine National Park

### Sanctuaires de faune
- Sanctuaire des impalas de Kisumu
- Sanctuaire des éléphants de Mwaluganje

### Zones de conservation
La loi sur la vie sauvage de 2013 reconnait légalement les « zones de conservation » comme des terrains détenus par des propriétaires privés, des groupes de propriétaires ou des communautés gérés pour la protection de la vie sauvage ou d'autres activités compatibles avec celle-ci.
Trois de ces zones de conservation se sont vues récompensées par l'UICN pour leur gestion : la zone de conservation de Ol Kinyei, celle de Lewa (en) et de Ol Pejeta (en) qui sont ainsi inscrites sur la liste verte.

## Conventions internationales

### Patrimoine mondial
Le Kenya compte trois sites naturels inscrits au patrimoine mondial de l'UNESCO  :
- Parc national/Forêt naturelle du mont Kenya
- Parcs nationaux du Lac Turkana
- Réseau des lacs du Kenya dans la vallée du Grand Rift

### Réserves de biosphère
Le Kenya possède six réserves de biosphère reconnues par l'UNESCO :
- Mont Kenya-Lewa, 1978
- Mont Kulal, 1978
- Malindi-Watamu, 1979
- Kiunga, 1980
- Amboseli, 1991
- Mont Elgon, 2003, devenue transfrontière avec l'Ouganda depuis 2023.

### Sites Ramsar
La convention de Ramsar est entrée en vigueur au Kenya le 5 octobre 1990.
En janvier 2020, le pays compte six sites Ramsar, couvrant une superficie de 2 654,49 km2.